# 安培滴定法

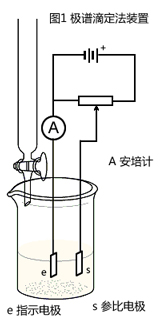
安培滴定法图1

安培滴定法亦称电流滴定法，是在电解池中根据溶液的电流变动来指示滴定终点的电极滴定化学分析方法，其中又可以分为一个极化电极和两个极化电极。把滴汞电极当作极化电极，仅有一个这样的极化电极的安培滴定法就是极谱滴定法；两个都是极化电极的就称为死停终点法，亦或为双安培滴定法，或永停滴定法。 

## 极谱滴定法

### 方法
装置可见图1，其中指示电极可以用滴汞电极也可以是转动铂电极；与此相对，参比电极可以是甘汞电极，亦可以为银－氯化银电极，甚至也可以用汞池电极。 
由于在滴汞电极上会出现氧的还原反应，因此特别注意，在电解池中使用滴汞电极时，须将电解池密封上，还应附加可以除去溶液中氧的其他装置。而溶液方面，其成分与极谱法基本相同，且滴定浓度不得超过0.01{\displaystyle mol/L}。极谱滴定的曲线图形状就可决定试剂以及被滴定物质的极谱性质。详见图2。

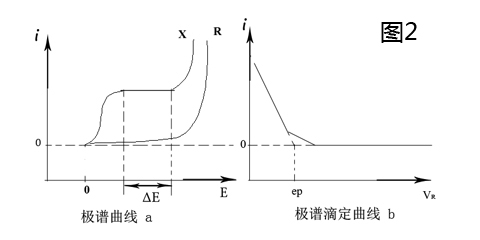
安培滴定法图2

### 示例
举例，用草酸钠（ {\displaystyle Na_{2}C_{2}O_{4}} ）滴定铅离子（ {\displaystyle Pb^{2+}} ）为例。
在大量含有支持电解质溶液中的{\displaystyle Pb^{2+}}的极谱曲线见图2的曲线X。电压变动在{\displaystyle \Delta E}的范围内时，{\displaystyle Na_{2}C_{2}O_{4}}在滴汞电极上被还原，其极谱曲线如图2中的R所示。在滴定时，将需要测定的含有{\displaystyle Pb^{2+}}的溶液放置于电解池中，另需加入大量的支持电解质，通入氮气以便于排空溶液中的氧，将电解池密闭后再开始{\displaystyle Na_{2}C_{2}O_{4}}滴定。外部加上电压，且电压值应该在{\displaystyle \Delta E}的范围内，在这一恒定电压下，{\displaystyle Pb^{2+}}会释放出极限扩散电流，而滴定试剂却不能。因扩散电流与{\displaystyle Pb^{2+}}的浓度成正比，随着滴定试剂的不断加入，电流就会越变越小。由于沉淀总有一定的溶解度，因此滴定终点的附近所读取的数值通常都没有实际作用，随后在滴定曲线上绘制出两条直线，它们不会是平行的，必然有一个交点，所得到交点读取的数值就是所对应的体积，也即是滴定终点。再考虑到稀释作用，实际所绘制的曲线上，在直线部分通常都有弧度，这必须要校正，设测得的电流值为A，滴定剂的体积为{\displaystyle V_{R}}，被滴定溶液的体积为{\displaystyle V_{X}}，可以由公式，{\displaystyle A\times [(V_{X}+V_{R})/V_{X}]}得到校正值。 

### 优缺
显而易见，极谱滴定法的优点为可用于沉淀反应、络合反应以及氧化还原反应。其缺点为操作麻烦，滴定过程中必须要排除氧，用作图法得到的终点也不如指示剂法来的直观简便。

## 死停终点法

### 方法
其装置与图1的类似，外部加上的电压为50~100{\displaystyle mV}内，其两个电极都为铂电极，在使用安培计测量电流。要使电解池中产生电流，必须要让其中一个铂电极附近发生氧化反应，而另一个则是还原反应。  

### 示例

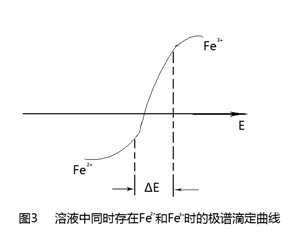
安培滴定法图3

如果电压小于了50mV时，只有在电解池溶液符合一定情况时，才能产生电流。这种情况只能是溶液中的物质同时存在可逆氧化还原电对才行，如 {\displaystyle Fe^{3+}} 和{\displaystyle Fe^{2+}}以及{\displaystyle I^{-}}和{\displaystyle I_{2}}等。从图3所示，{\displaystyle Fe^{3+}}在一个电极上被还原，而{\displaystyle Fe^{2+}}在另一个上就被氧化，即使外部电压{\displaystyle \Delta E}非常小，电解池也能够产生电流。  
如果溶液中的物质同时不存在可逆氧化还原电对时，要使得电解池中有电流，就需要加大外部的电压，其必须远大于100mV，这样才能得到一种物质在一个电极上被氧化，而另一种物质在另一个电极上被还原，如图4所示一样。  

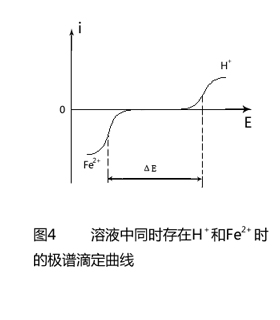
安培滴定法图4

在溶液中的物质同时存在可逆氧化还原电对时，电解池中才有电流。且只有在这组电对的氧化态的浓度与还原态的浓度相等时，电流最大；当这组电对中的一种状态的浓度逐渐缩小时，电流也下降；当其中的浓度变为0时，也就不再产生电流。如图5的示例。 

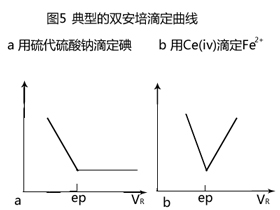
安培滴定法图5

在图5A中，用硫代硫酸钠滴定碘时，在滴定终点之前，溶液中存在{\displaystyle I^{-}}和{\displaystyle I_{2}}，同时存在可逆的氧化还原电对，所以电解池中有了电流。当
{\displaystyle I^{-}}越来越小时，所产生的电流也逐渐变弱，到了终点时变为零。而过了终点之后，即使是存在{\displaystyle S_{2}O_{3}^{2-}}和{\displaystyle S_{4}O_{6}^{2-}}，但它们并不是可逆的氧化还原电对，因此也就没有电流。 
在图5b中，用Ce(Ⅳ)滴定{\displaystyle Fe^{2+}}时，终点之前，同时存在着{\displaystyle Fe^{3+}}和{\displaystyle Fe^{2+}}电对，所以有了电流；而{\displaystyle Fe^{2+}}的浓度逐渐变小，所以电流随之变弱，直至终点时变为零。但是在过了终点之后，由于溶液中同时存在着Ce(Ⅲ)和Ce(Ⅳ)的可逆的电对，因此电解池又有了电流，且电流伴随着Ce(Ⅳ)浓度的增加而变大。 

因为外部的电压越大，以及电极的接触面积愈大，所指示的电流亦会增大，所以外加的电压和电极面积的选择要保持在使得电流处于微安级，用以确保电极附近的反应不会让溶液浓度变化。一般而言，电极面积保持在0.1~0.3{\displaystyle cm^{2}}之间，外部电压可以小至10mV,但较少超过500mV。而安培计所读取的大小也与搅拌速度相关，因此尽量保证均衡的匀速搅拌。 

### 优缺
死停终点法亦是用于沉淀反应和络合反应以及氧化还原反应，且还可以用来指示库仑滴定的终点，其优点为设备简单，操作方便等。 

## 其他例子
举例：
{\displaystyle {\rm {BrO_{3}^{-}+5Br^{-}+6H^{+}\rightarrow 3Br_{2}+3H_{2}O\,}}}
```

  

    

      

    

    
{\displaystyle }

  

```